# Blakea rostrata
Blakea rostrata là một loài thực vật có hoa trong họ Mua. Loài này được Berg ex Triana mô tả khoa học đầu tiên năm 1871.